# Podocerus fissipes
Podocerus fissipes is een vlokreeftensoort uit de familie van de Podoceridae. De wetenschappelijke naam van de soort is voor het eerst geldig gepubliceerd in 1996 door Serejo.